# Sardonic Wrath
Sardonic Wrath — десятый студийный альбом блэк-металической группы из Норвегии Darkthrone, посвящённый памяти группы Bathory. Издан в 2004 году. Это последний альбом группы выпущенный лейблом Moonfog Productions. Также это последний альбом в стиле блэк-метал, следующий альбом The Cult Is Alive был переломным — блэк-метал с сильным оттенком панк-рока.

## Список композиций
1. Order of the Ominous — 02:32
2. Information Wants to Be Syndicated — 03:44
3. Sjakk matt Jesu Krist — 04:04
4. Straightening Sharks in Heaven — 03:27
5. Alle gegen Alle — 03:21
6. Man tenker Sitt — 03:05
7. Sacrificing to the God of Doubt — 04:34
8. Hate Is the Law — 03:22
9. Rawness Obsolete — 06:14

## Участники записи
- Fenriz : ударные и вся лирика
- Nocturno Culto : гитара, бас и вокал
- LRZ: вступление
- Apollyon: вокал в «Hate Is the Law».

### Работа над выпуском и записью
- Lars Klokkerhaug — запись и микширование.
- Lorenzo Mariani — обложка
- Martin Kvamme и Nocturno Culto — дизайн